# Санта Марија а Шано (Фиренца)
Санта Марија а Шано је насеље у Италији у округу Фиренца, региону Тоскана.
Према процени из 2011. у насељу је живело 12 становника. Насеље се налази на надморској висини од 161 м.